# Nicolaua de Lorena
Nicolaua de Lorena, nascuda a Nancy el 3 d'octubre de 1608, morta a París el 2 de febrer de 1657 va ser duquessa de Lorena i de bar de l'1 d'agost de 1624 al 21 de novembre de 1625. Era filla d'Enric II, duc de Lorena i de Bar, i de Margarida de Màntua.
Hi va haver en principi un projecte de matrimoni amb Lluis de Guisa, baró d'Ancerville i bastard de GuisA, un favorit del seu pare Enric II, però aquest últim hi va haver de renunciar donada l'oposició de la noblesa lorenesa.
El seu pare no tenia fills mascles i volia llegar-li el ducat de Lorena, però un pretès testament de Renat II de Lorena, trobat ben a propòsit, especificava que el ducat no podia ser transmès més que en descendència masculina, successió que era reivindicada pel seu cosí germà Carles de Vaudémont, el fill gran del seu oncle Francesc, comte de Vaudémont. Després d'aspres negociacions, Nicolaua es va casar amb Carles el 23 de maig de 1621. No van tenir fills.
La situació de Nicolaua es va complicar a la mort d'Enric II, el 31 de juliol de 1624. Les últimes disposicions d'Enric II preveien que Carles de Vaudémont no tenia autoritat més que per la seva dona. El novembre del 1625, Francesc de Vaudémont, recolzant-se en el dit 'testament' de Renat II, va reivindicar el ducat. Els Estats Generals de Lorena van considerar la seva instància legítima i Francesc de Vaudémont va esdevenir duc el 21 de novembre de 1625. Cinc dies més tard, va abdicar a favor del seu fill que va esdevenir el duc Carles IV. Aquest últim va aconseguir així apartar la seva dona del poder.
Casat per interès dinàstic, el fossat que la separava del seu marit es va eixamplar amb els esdeveniments de 1625. Desitjant desfer-se de la seva esposa, Carles va intentar en principi fer anul·lar el seu matrimoni pel Papa, al·legant la seva manca de llibertat en el moment de la recepció del sagrament. Havent-s'hi negat el papa, el 1631 el duc va temptar de provocar la invalidació del seu matrimoni fent condemnar a mort - sense prova - per bruixeria a Melcior de la Vall, el sacerdot que havia batejat Nicolaua. Però aquesta injustícia no va ser corroborada per L'Església i Carles IV va continuar estant casat amb Nicolaua…; 
El 1634, en resposta a les intrigues imprudents del seu marit, les tropes franceses van envair el Barrois i Lorena i, després de la fugida del seu marit, de la seva germana i del seu cunyat, Nicolaua va continuar sent l'únic membre de la família de Lorena en el ducat. El 24 d'abril de 1634, va ser transferida a Fontainebleau, mig hoste, mig ostatge.
El 1635, al pretext que no havia estat lliure de la seva tria en el moment del matrimoni, Carles es va aprofitar per separar-se de la seva esposa, però el papat no va acceptar la seva demanda d'anul·lació. El duc es va casar de nou el 1637 i, després de diverses admonicions papals, va ser excomunicat el 1642. Es va separar llavors de la seva segona esposa amb qui havia tingut tres fills.
Nicolaua va passar els últims anys de la seva vida a París. Després de la detenció el 1654 de Carles IV pels espanyols, cansats de les infàmies del seu aliat, va temptar diversos passos per tal d'obtenir el seu alliberament, però va morir abans que aquest fos obtingut i els seus ducats haguessin trobat la seva independència.